# St. Josef (Nördlingen)

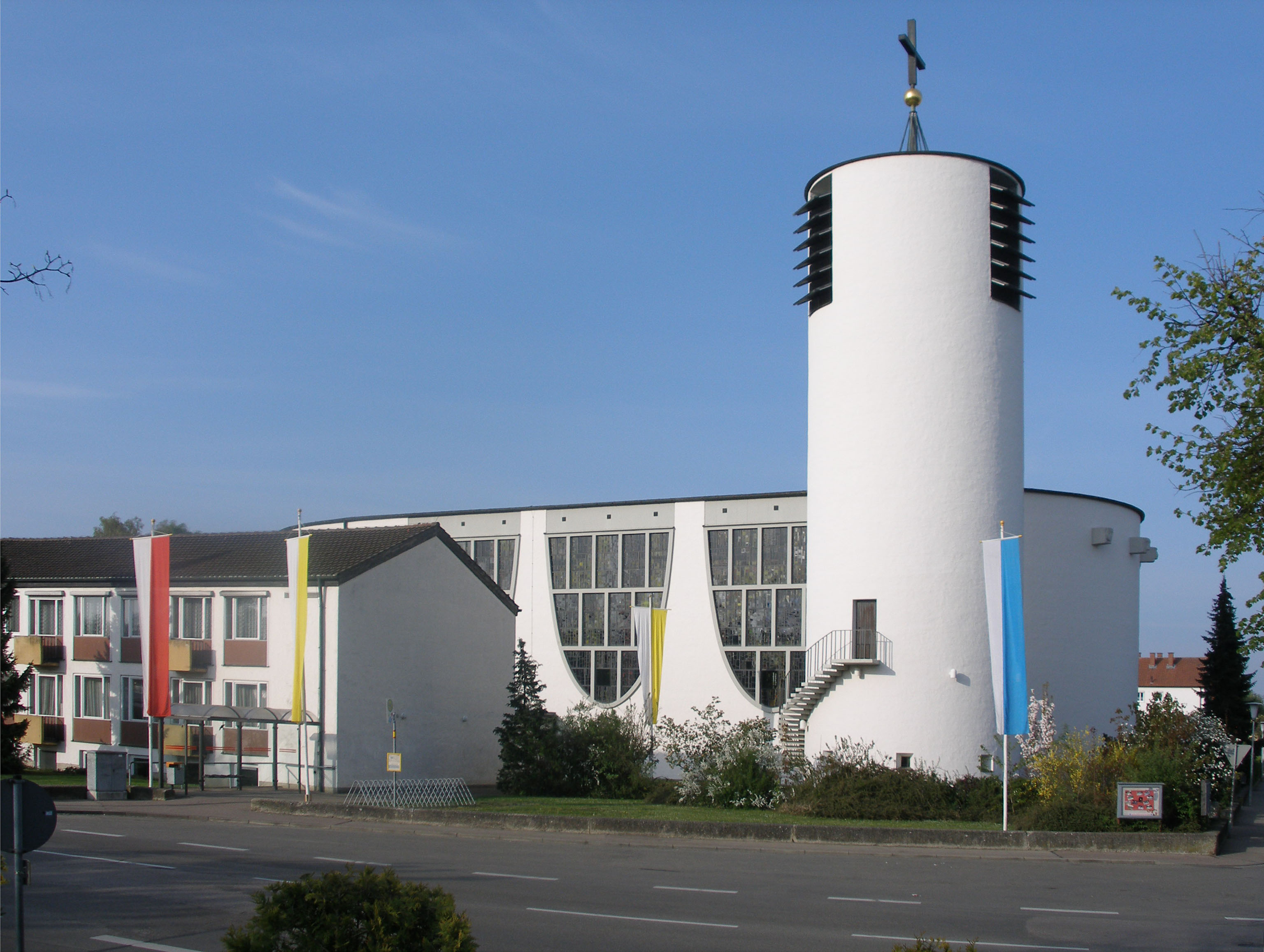
Kirche St. Josef Nördlingen

St. Josef ist eine katholische Pfarrkirche in Nördlingen. Sie ist nach St. Josef, dem Arbeiter, benannt, liegt außerhalb des vollständig erhaltenen Stadtmauerringes und umfasst das in der Nachkriegszeit gewachsene Baugebiet im Südosten der Stadt Nördlingen, das „Wemdinger Viertel“.
Im Jahr 1962 wurde die Kirche St. Josef der Arbeiter fertiggestellt und geweiht. Die selbständige Pfarrgemeinde St. Josef wurde dann im Jahr 1964 gegründet.

## Entstehungsgeschichte
Durch Vertreibung, Flucht und Aussiedlung sowie durch viele Zuzüge aus Riesgemeinden stieg die Bevölkerung Nördlingens nach dem Zweiten Weltkrieg von 9200 Einwohnern auf knapp 14 000 an. Entlang der Straße nach Wemding entstand ein stetig wachsendes Siedlungsgebiet, das „Wemdinger Viertel“, das fast zur Hälfte katholische Einwohner zählte. Der damalige Stadtpfarrer von St. Salvator, Josef Hoser, erkannte die Notwendigkeit eines religiösen Mittelpunktes für dieses neue Wohngebiet und ließ ein neues Gotteshaus bauen, das auf den Namen „Josef der Arbeiter“ geweiht wurde. Inmitten des Stadtteils erhebt  sich der eindrucksvolle Bau der Kirche St. Josef. Er  fügt sich einerseits harmonisch ein in die Architektur des Wemdinger Viertels, anderseits hebt er sich gegenüber den kubischen Wohn-, Geschäfts- und Industriegebäuden durch seinen besonderen Baustil heraus. Infolge des nahezu ovalen Grundrisses fehlen harte Kanten. Wie in altchristlicher Zeit steht der 24 Meter hohe runde weiße Turm als Campanile nordöstlich etwas abseits von der Kirche.